# Rubus durotrigum
Rubus durotrigum är en rosväxtart som beskrevs av R.P.Murray. Rubus durotrigum ingår i släktet rubusar, och familjen rosväxter. Utöver nominatformen finns också underarten R. d. oligothrix.